# Luzern Brünigbahnhof

Luzern Brünigbahnhof war ein Bahnhof in der Schweizer Stadt Luzern. Er wurde 1889 eröffnet und nach der Brünigbahn benannt, deren Linienführung in Luzern beim Inseli begann und durch das Tribschenmoos, Horw, die Kantone Nidwalden und Obwalden über den Brünigpass nach Brienz führte. Durch den Bau des zweiten Bahnhofs in Luzern im Jahr 1896 wurde die Brünigbahn in diesen integriert und der Brünigbahnhof aufgegeben.

## Geschichte

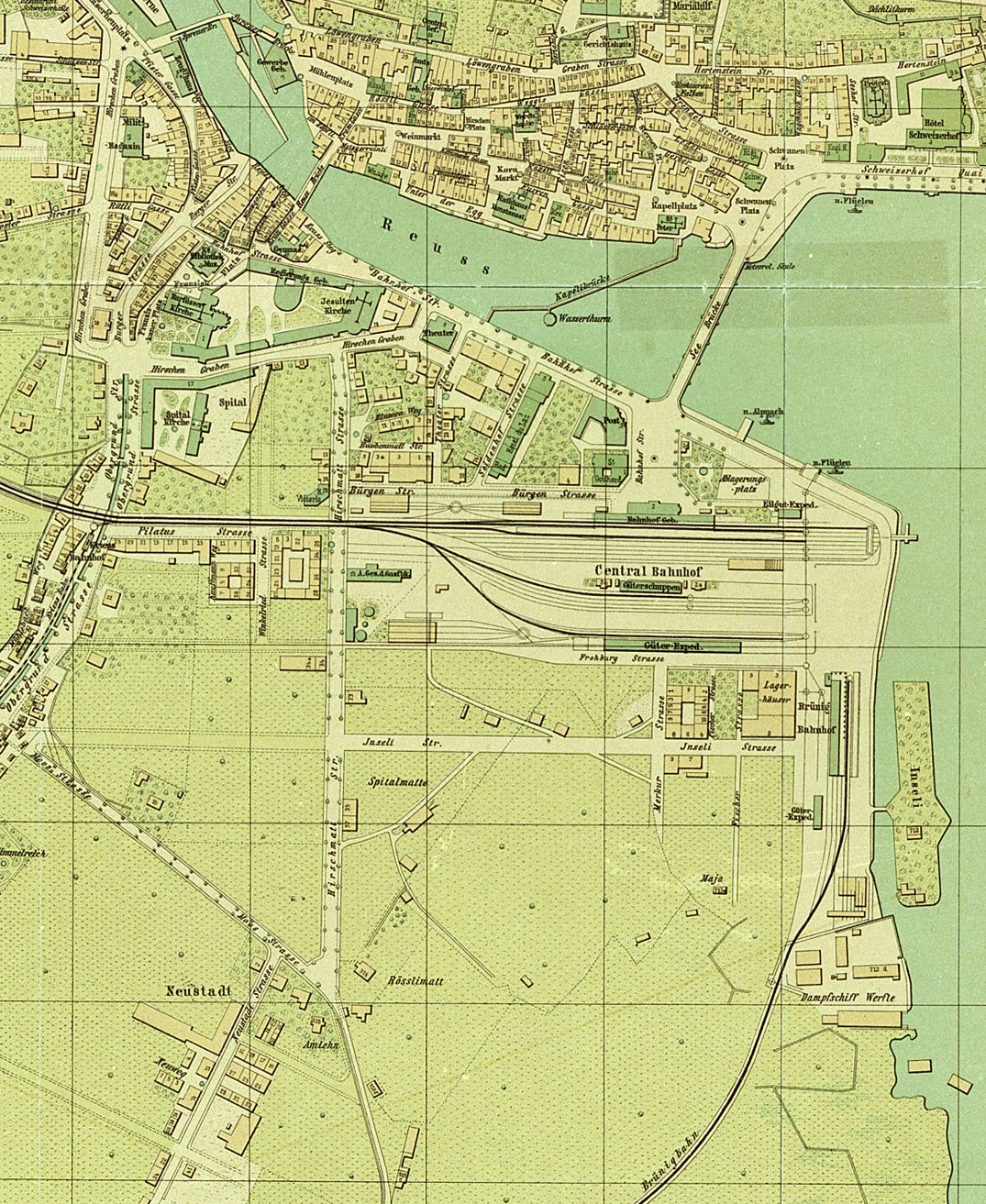
Lage des Brünigbahnhofs und des Centralbahnhofs auf einer Karte von 1890

### Vorgeschichte
Gegen Ende des 19. Jahrhunderts erlebte die Stadt Luzern ein Bevölkerungswachstum. Dieses lässt sich vor allem auf den Tourismus zurückführen, der viele Arbeitskräfte aus dem Umland in die Stadt zog. Der Fremdenverkehr nahm nebst in der Zentralschweiz auch im Berner Oberland stark zu, weshalb diese beiden Zentren per Zug miteinander verbunden werden sollten. Am 14. Juni 1888 wurde die Schmalspurstrecke vom Berner Oberland nach Alpnach eröffnet, für die Weiterfahrt von Alpnach nach Luzern musste jedoch auf das Dampfschiff auf dem Vierwaldstättersee umgestiegen werden.

### Eröffnung
Die Bauherrschaft des Brünigbahnhofs war die Jura-Bern-Luzern-Bahn. Der Entwurf und die Bauleitung des Brünigbahnhofs wurde dem Schweizer Architekten Paul Adolphe Tièche übertragen. Tièche legte am 16. Juli 1888 der Direktion der Jura-Bern-Luzern-Bahn seine Pläne vor, am 29. August 1888 genehmigte das Eisenbahndepartement diese. Am 1. Juni 1889, wurde der durchgehende Verkehr Brienz–Luzern aufgenommen, wobei die Schmalspurzüge aus dem Berner Oberland in Luzern im Brünigbahnhof ankamen. Für die Fahrt von Interlaken nach Brienz wurde bis 1916 weiterhin das Schiff benutzt.

### Entwicklung in den 1890er-Jahren
Durch die gleichzeitige Existenz zweier Bahnhöfe entstand in der Stadt Luzern gemäss dem damaligen Stadtrat ein «eiserner Gürtel». Damit wurden die Bahnanlagen bezeichnet, die die Luzerner Quartiere durch ihre Geleise und Infrastruktur trennten, eine Ausdehnung der Stadt verhinderten und den Strassenverkehr zwischen der Innenstadt und den Aussenquartieren erschwerten. 1892 genehmigte der Schweizer Bundesrat das Projekt für den «neuen» Bahnhof in Luzern, der alle Linien unter einem Dach vereinen sollte. Um dem «eisernen Gürtel» zu entgegnen, wurde der 1896 eröffnete zweite Luzerner Bahnhof um 45 Grad gedreht und gleichzeitig die Brünigbahn in die neue Anlage integriert. Die meisten Gebäude des ehemaligen Brünigbahnhofs lagen dabei neu zwischen Personenbahnhof und Güterbahnhof und verloren ihre Anbindung ans Schienennetz. Die Lokomotivremise bei der Schiffwerft lag dagegen im Bereich des neuen Güterbahnhofs und wurde abgerissen.

### Nachnutzung
Die Lagerhalle im südlichen Teil des Brünigbahnhofs wurde in der Folge von privaten Firmen genutzt und erhielt in den Jahren 1900–1903 ein über eine Drehscheibe erreichbares Anschlussgleis ab dem Güterbahnhof. Im Jahr 1918 wurde schliesslich das staatliche Salzmagazin in den ehemaligen Brünigbahnhof verlegt.
Das Empfangsgebäude des Brünigbahnhofs wurde als Dienstwohnung für die Mitarbeitenden der Eisenbahn genutzt.
Am Standort des ehemaligen Brünigbahnhofs wurde in den 1980er Jahren der Postbahnhof inklusive Vertriebszentrum der PTT gebaut und die verbleibenden Gebäude des Brünigbahnhofs dafür 1981 abgerissen. Das Postvertriebsgebäude wurde 2005–2011 in das Hauptgebäude der Universität Luzern umgebaut.

## Architektur
Der Brünigbahnhof war ein Holzbau unmittelbar neben dem Vierwaldstättersee. Holz war in den 1880er Jahren ein beliebtes Baumaterial für Stationsbauten und wurde beispielsweise auch beim Bau einiger Stationen der Gotthardbahn und der Nordostbahn verwendet. Die 1888 vom Architekten Georg Thomas Lommel entworfenen Stationsgebäude der Brünigbahn sind Chaletbauten. Der Brünigbahnhof selbst verfügte über den Wartesälen über eine Reihe von Lukarnen und am Hauptbau eine Giebelfront. Die Zirkulation der Passagiere erfolgte vorwiegend ausserhalb des Gebäudes unter dem Schutzdach.